# 베로보

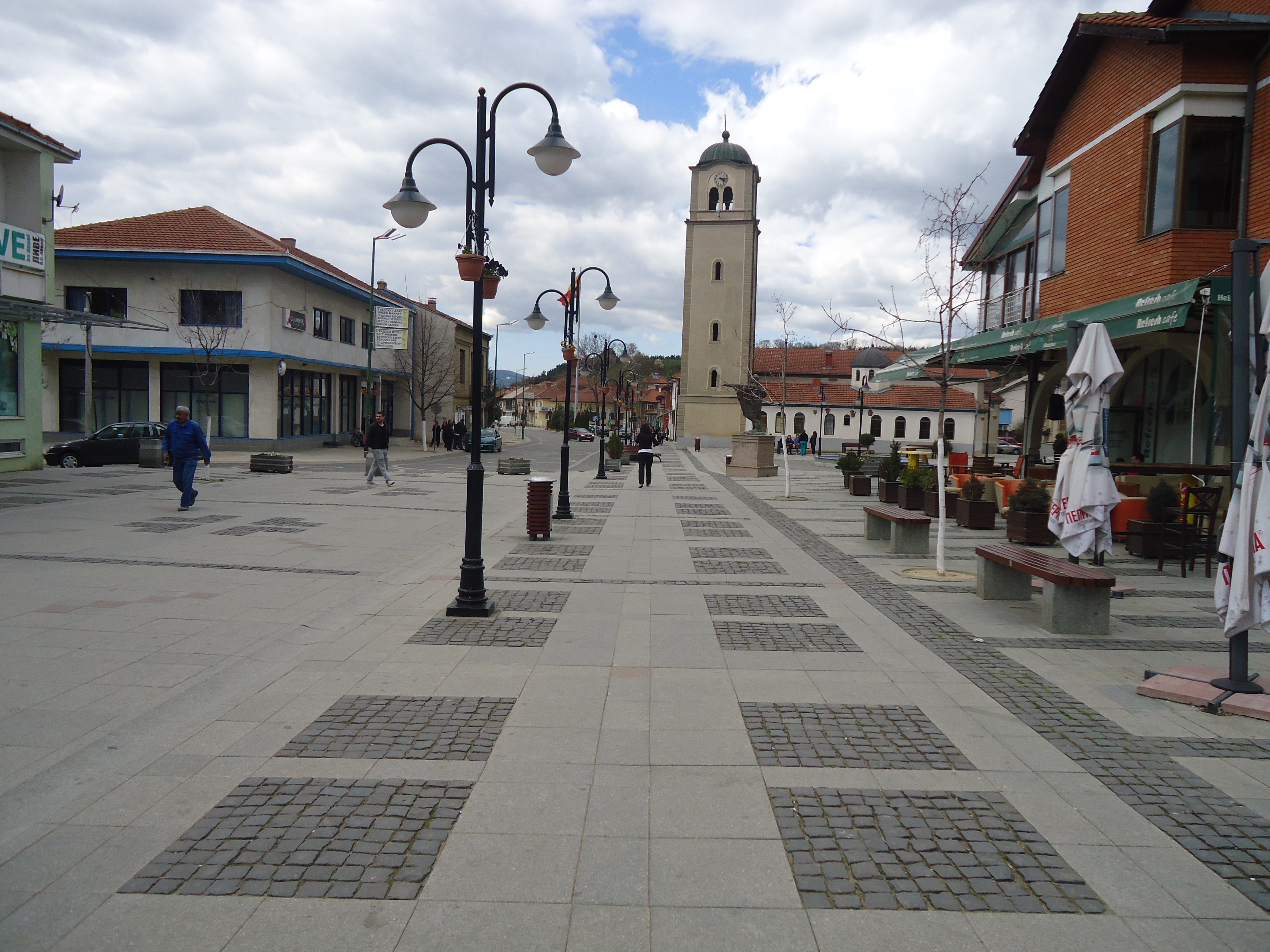
베로보의 광장

베로보(마케도니아어: Берово)는 마케도니아 공화국 동부에 위치한 도시로 면적은 597km2, 높이는 986m, 인구는 13,941명(2002년 기준)이다. 스코페에서 161km, 스트루미차에서 47km, 코차니에서 52km 정도 떨어진 곳에 위치한다.

시기
시 문장